# Agelasinus
Agelasinus is een geslacht van kevers uit de familie  
kniptorren (Elateridae).
Het geslacht is voor het eerst wetenschappelijk beschreven in 1863 door Candèze.

## Soorten
Het geslacht omvat de volgende soorten:
- Agelasinus aeneus Fleutiaux, 1920
- Agelasinus antennalis Schwarz, 1900
- Agelasinus campyloides Candèze, 1863
- Agelasinus limbatipennis Steinheil, 1875
- Agelasinus metallescens Steinheil, 1875
- Agelasinus suturalis Steinheil, 1875
- Agelasinus viridis Candèze, 1863